# Electric Daisy Carnival

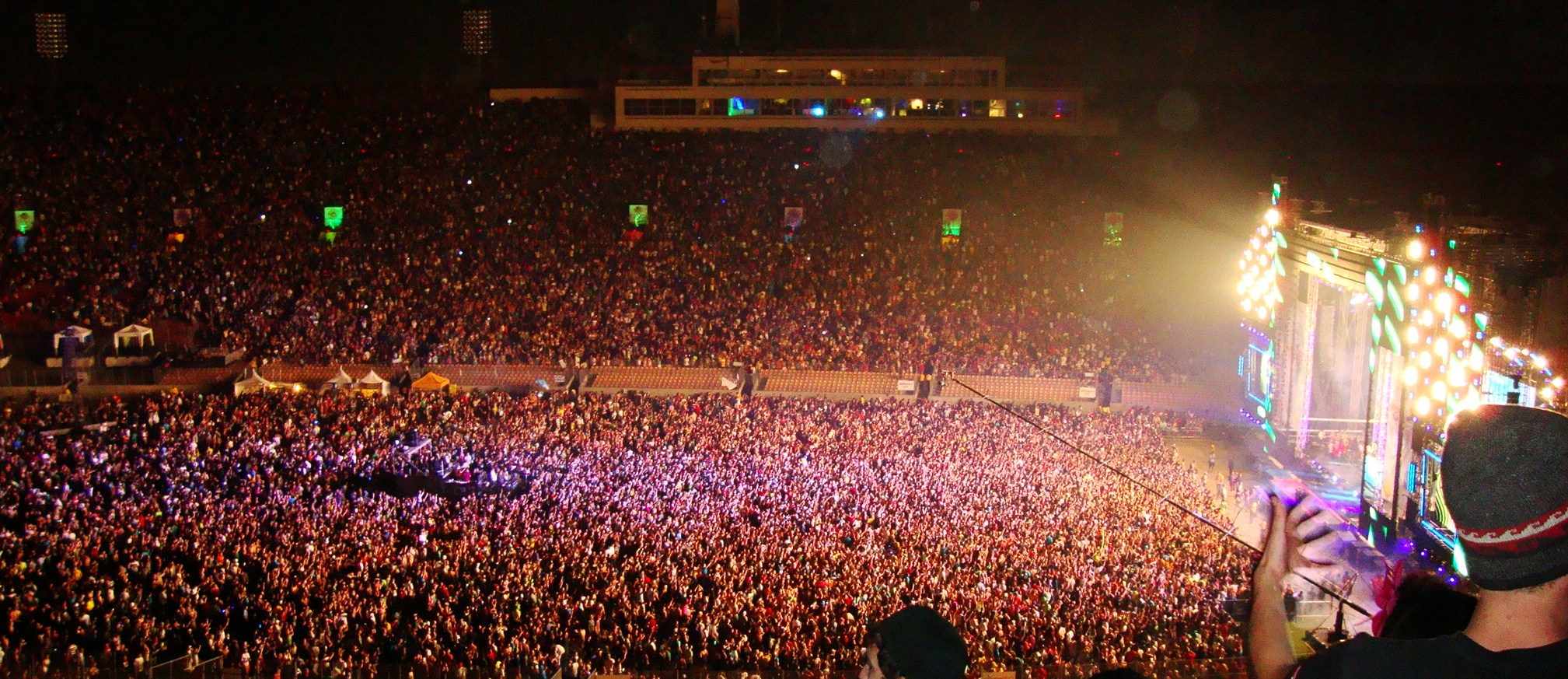
Electric Daisy Carnival 2010 in Los Angeles

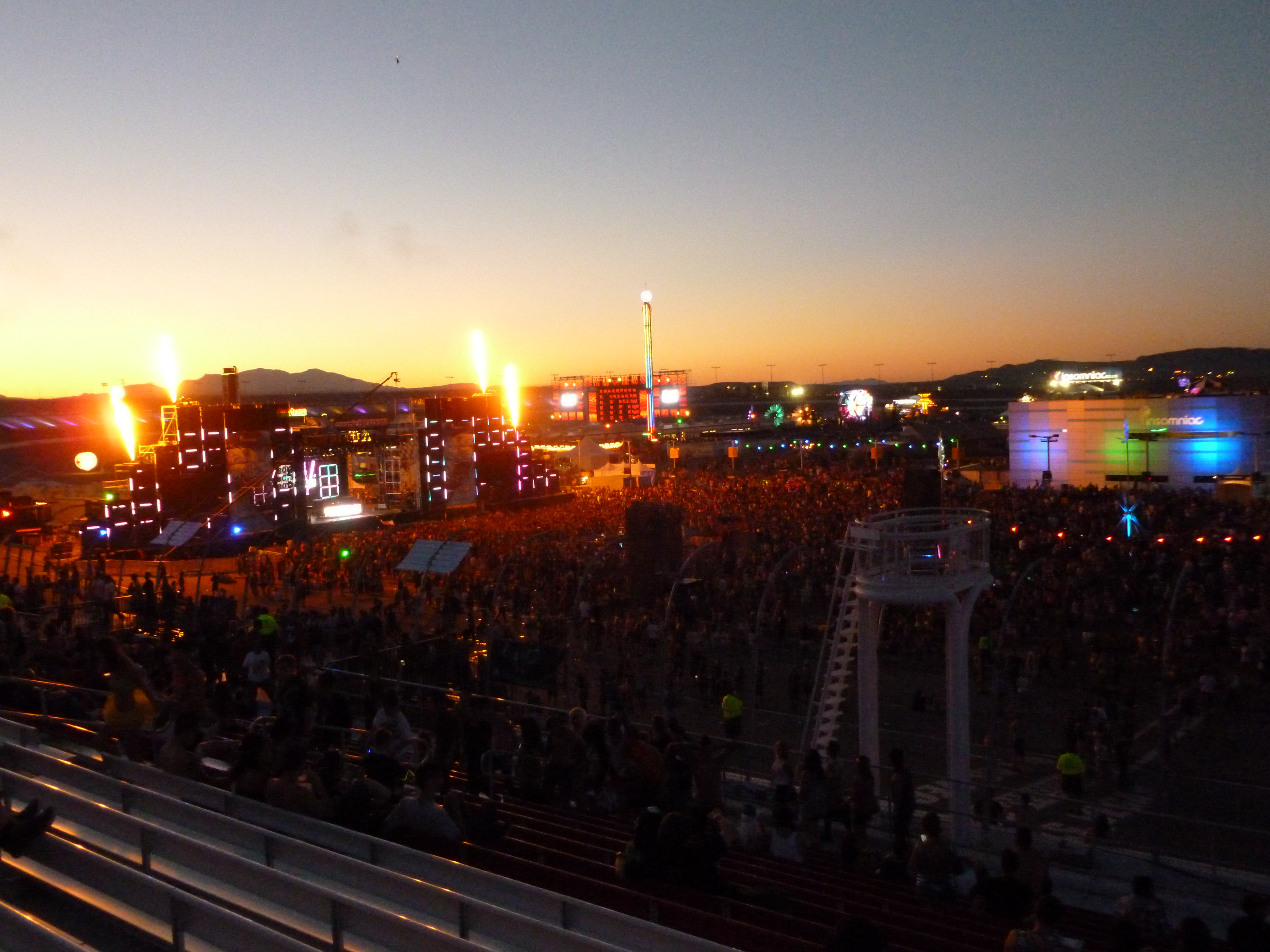
Electric Daisy Carnival 2011 in Las Vegas

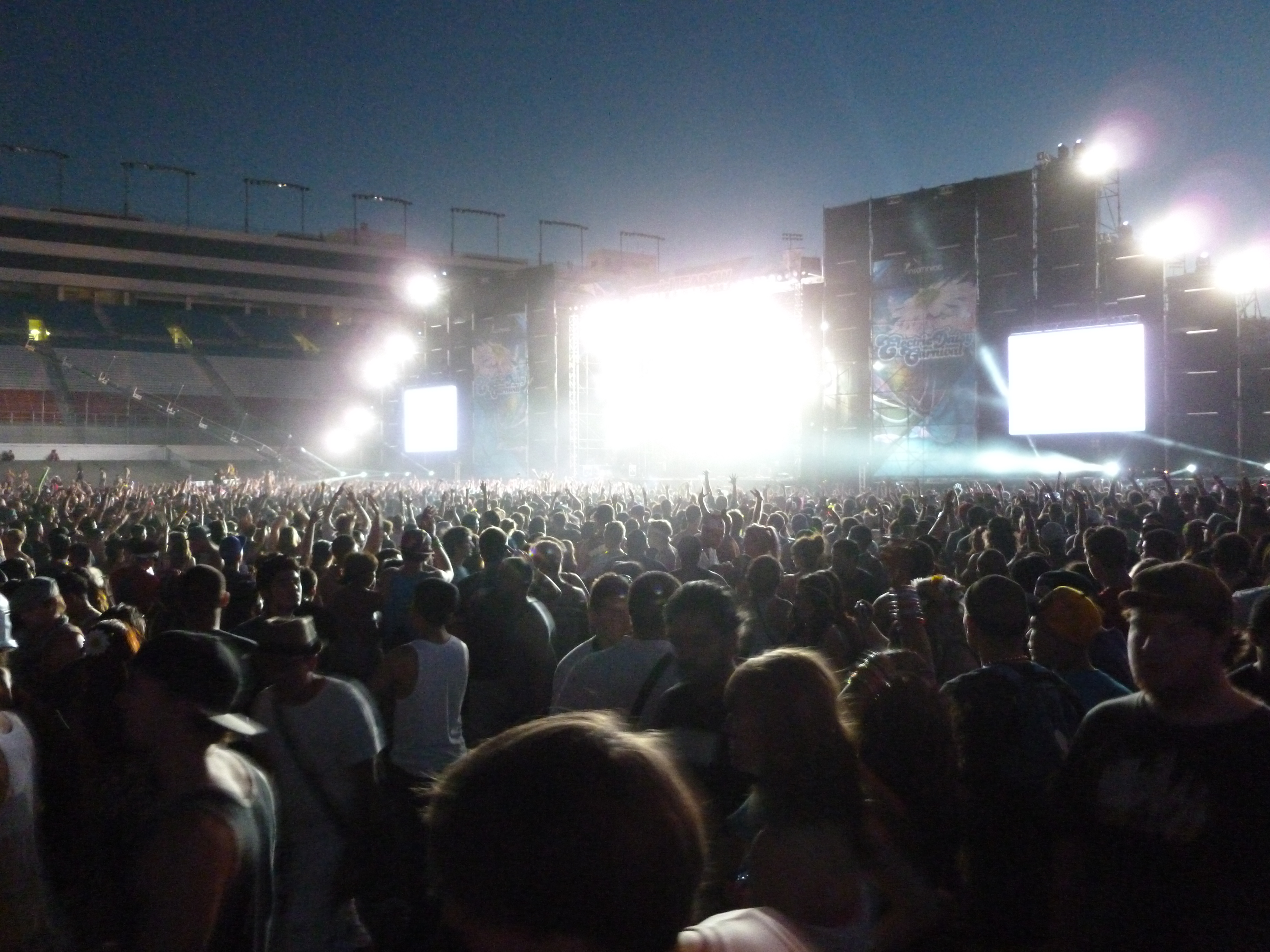
kineticFIELD beim EDC 2011

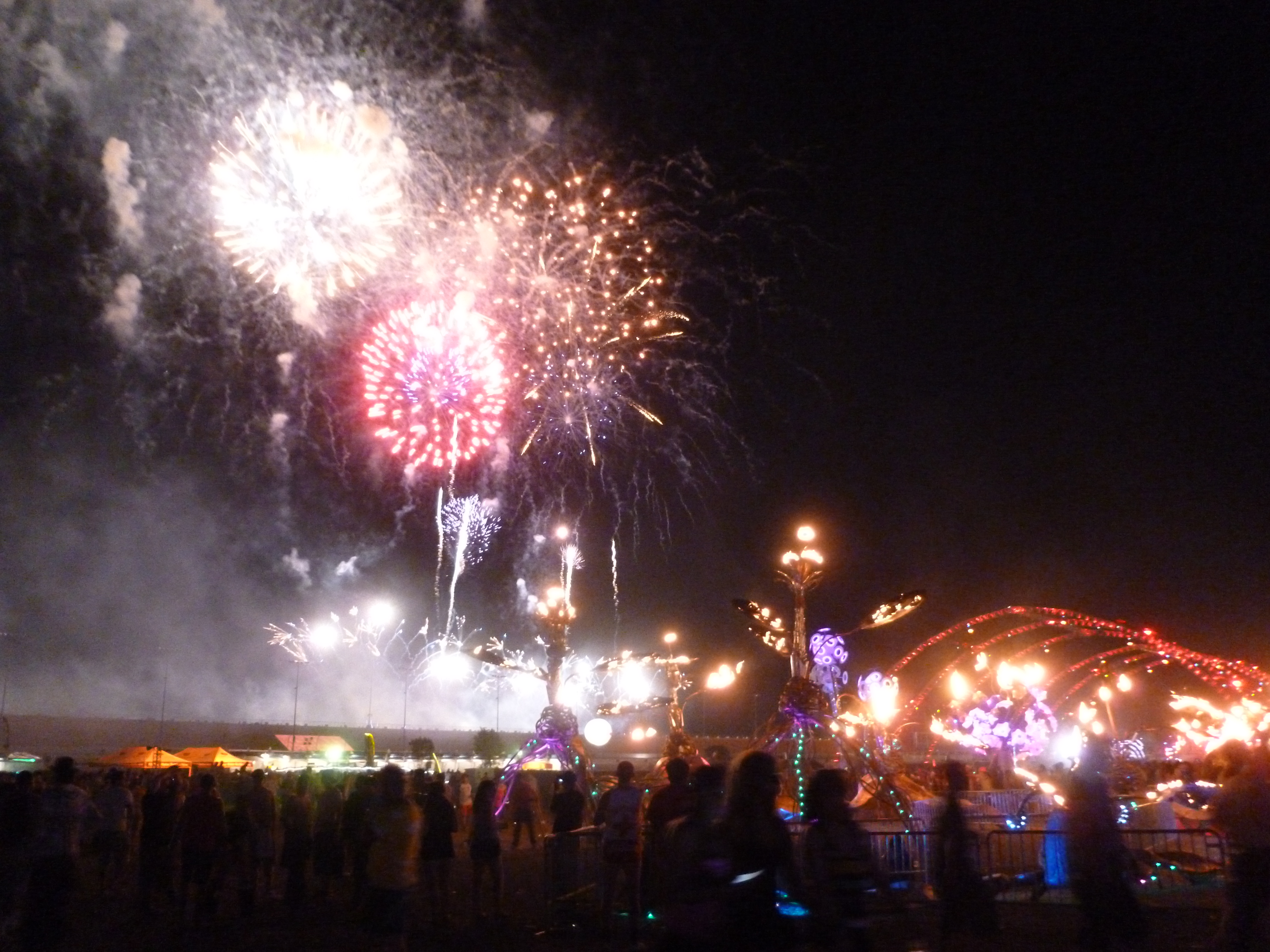
Feuerwerk beim EDC 2011

Der Electric Daisy Carnival (oftmals einfach EDC genannt) ist ein dreitägiges Musikfestival im Bereich der elektronischen Tanzmusik, das jährlich in Las Vegas stattfindet. Neben der Hauptveranstaltung in Las Vegas werden mittlerweile auch Festivals in Orlando, Denver, Dallas und Puerto Rico veranstaltet.

## Entwicklung
Der erste Electric Daisy Carnival wurde 1997 mit 5000 Besuchern in der Shrine Expo Hall in Los Angeles veranstaltet. Es wurde seither an verschiedenen Standorten in Südkalifornien durchgeführt und konnte seine Teilnehmerzahl ständig vergrößern. 2007 wurde das Festival erstmals im Los Angeles Memorial Coliseum & Exposition Park durchgeführt. Die Besucherzahl betrug 40.000. Im folgenden Jahr betrug die Besucherzahl bereits 65.000, was zu langen Wartezeiten am Eingang führte. Daneben wurde 2008 auch erstmals ein zweites Festival in Colorado durchgeführt. Als Veranstaltungsgelände dienten die Arapahoe County Fairgrounds in Aurora.
Im Jahr 2009 wurde das Hauptfestival in Los Angeles auf zwei Tage erweitert. Am Freitag waren über 40.000 Besucher anwesend und am Samstag über 90.000. Neben Los Angeles und Colorado wurde im August 2009 auch ein Electric Daisy Carnival in Puerto Rico veranstaltet. Das Festival fand in den Arena Fairgrounds in San Juan statt.
Auch 2010 konnte das Festival erneut seine Besucherzahl steigern. An den beiden Tagen waren insgesamt über 185.000 Besucher am Festival in Los Angeles. Die Headliner waren Armin van Buuren, Deadmau5, die Swedish House Mafia und Above & Beyond. Die Veranstaltung geriet unter Kritik von lokalen Behörden, nachdem einige Besucher wegen Drogenmissbrauchs ins Krankenhaus eingeliefert werden mussten und eine 15-jährige Teilnehmerin an Hyponatriämie starb, einem Elektrolytenmangel im Körper, der entstand, weil sie zu viel Wasser in zu kurzer Zeit konsumiert hatte. Vorübergehend wurde ein Verbot von Raves in Los Angeles diskutiert. Das Moratorium wurde jedoch am 16. Juli 2010 aufgehoben. Gleichzeitig wurden aber strengere Sicherheitsauflagen verfügt. So gilt in Zukunft eine Altersgrenze von 18 Jahren und es werden Ärzte am Veranstaltungsort vorgeschrieben. Auch die anderen Festivals wuchsen 2010 erneut und zogen an größere Veranstaltungsorte. Das Festival in Colorado zog nach Denver, das Festival in Puerto Rico fand im Estadio Sixto Escobar statt und ein weiteres Festival wurde in Dallas Fair Park in Texas durchgeführt.
Nachdem die Coliseum Commission lange zögerte, die Veranstaltung 2011 zu bewilligen, entschloss der Veranstalter Insomniac Events, Los Angeles zu verlassen und das Festival neu in Las Vegas durchzuführen. Als Veranstaltungsgelände dient der Las Vegas Motor Speedway. Neben dem bedeutend größeren Gelände wurde das Festival auch erstmals über drei Tage durchgeführt. Erstmals fand das Festival in der Nacht statt, von 8 Uhr abends bis 6 Uhr morgens. Über das Gelände verteilt wurden 13 Kunstinstallationen aufgestellt und um 2 Uhr morgens gab es jeweils ein 15-minütiges Feuerwerk. Als Headliner wurden Tiësto, David Guetta und die Swedish House Mafia verpflichtet. Insgesamt wurden an den drei Tagen 230.000 Besucher gezählt. Neben den vier bisherigen Festivals fand 2011 außerdem ein zweitägiges Festival in Orlando in Florida statt.